# Klekotowo (Stawiguda)
Klekotowo (deutsch Klein Plautzig) ist ein Ort in der polnischen Woiwodschaft Ermland-Masuren. Er gehört zur Gmina Stawiguda (Landgemeinde Stabigotten) im Powiat Olsztyński (Kreis Allenstein).

## Geographische Lage
Klekotowo liegt östlich des Großen Plautziger Sees (polnisch Jezioro Pluszne Wielkie) im Westen der Woiwodschaft Ermland-Masuren, 20 Kilometer südlich der Kreis- und Woiwodschaftshauptstadt Olsztyn (deutsch Allenstein).

## Geschichte
Das ehemalige Klein Plautzig bestand aus mehreren kleinen Gehöften und war bis 1945 eine Ortschaft der Gemeinde Plautzig (polnisch Pluski) im ostpreußischen Kreis Allenstein.
Als 1945 in Kriegsfolge das gesamte südliche Ostpreußen an Polen überstellt wurde, erhielt Klein Plautzig die polnische Namensform „Klekotowo“, wobei aber auch noch die Bezeichnung „Pluski Małe“ gebräuchlich war. Klekotowo gehört jetzt zur Landgemeinde Stawiguda (Stabigotten) im Powiat Olsztyński (Kreis Allenstein), zwischen 1975 und 1998 der Woiwodschaft Olsztyn, seither der Woiwodschaft Ermland-Masuren zugehörig.

## Kirche
Bis 1945 war Klein Plautzig als Ortschaft von Plautzig in die evangelische Kirche Kurken (polnisch Kurki) in der Kirchenprovinz Ostpreußen der Kirche der Altpreußischen Union, außerdem in die römisch-katholische Kirche Nußtal (polnisch Orzechowo) im damaligen Bistum Ermland eingepfarrt.
Heute gehört Klekotowo katholischerseits zur Kirche in Pluski im jetzigen Erzbistum Ermland, sowie zur evangelischen Kirche Olsztynek (Hohenstein), einer Filialkirche der Kirche Olsztyn in der Diözese Masuren der Evangelisch-Augsburgischen Kirche in Polen.

## Verkehr
Klekotowo ist von Pluski (Plautzig) aus auf direktem Wege zu erreichen. Eine Anbindung an den Bahnverkehr besteht nicht.